# 道の駅ソレーネ周南
道の駅ソレーネ周南（みちのえき ソレーネしゅうなん）は、山口県周南市大字戸田にある国道2号の道の駅である。

## 概要
2014年（平成26年）に開業。地元住民達によって設立された「一般社団法人周南ツーリズム協議会」が運営している。駅名となっている「ソレーネ」とは、山口方言で「そうだね」を意味する。開業後にはテーマ曲「笑顔集まれ! ソレーネ周南」を発表した（湯川トーベンが作曲）。
高齢者が栽培する野菜の集荷や高齢者宅の見守り、近隣の農林水産業の6次産業化などに取り組む「福祉型の道の駅」を掲げており、2014年（平成26年）11月17日にヤマト運輸と「地域活性化包括連携協定」を締結した（全国初）。この取り組みが翌年グッドデザイン賞にノミネートされ金賞を受賞している。
2016年（平成28年）には重点「道の駅」に選定。また、2021年（令和3年）には防災と災害支援拠点となる「防災道の駅」に選定されている（選定時点において山口県内で唯一）。
2023年（令和5年）4月1日より、営業時間が24時間営業から8:00～20:00へと変更された。

## 施設
- 駐車場
  - 普通車：125台[3]
  - 大型車：43台[3]
  - 身障者用：3台[3]
- トイレ
  - 男性：大 12器、小 8器
  - 女性：19器
  - 身障者用：1器
- 周南ツーリズム協議会直営店
  - とれたて市場 ゆーとぴや（8:00 - 20:00）[3]
  - 生活彩家 ソレーネ周南店（8:00 - 20:00）[3][10]
  - 漁師市場 それーね丸（9:00 - 18:00）[3]
  - 地産地消レストラン ベーカリーキッチン「菜」（11:00 - 15:00）[3]
- テナント店 - 店舗・営業時間などの詳細は、公式サイトのテナント店を参照。
- 研修交流施設（研修交流室・調理実習室）
- 高齢者相談コーナー・西部いきいきさぽーとステーション（いずれも平日のみ開設）
- 情報コーナー・休憩所（24時間利用可能）
- 芝生公園
- 親水護岸

## アクセス
- 国道2号 - 登録路線
  - 山口県道27号山口徳山線

自動車
- 山陽自動車道 徳山西ICより約1分[11][12][13]。
2017年（平成29年）より、ETC2.0搭載車を対象にした一時退出の社会実験を実施している[11][12][13]。徳山西ICから当駅を経由して3時間以内（開始当初は1時間以内）に再度進入した場合は料金調整が実施される。当駅のほかに、道の駅玉村宿（群馬県佐波郡玉村町）・道の駅もっくる新城（愛知県新城市）でもこの社会実験において初めて実施対象となっている[12][13]。

路線バス
- 西日本旅客鉄道（JR西日本）山陽本線 戸田駅より防長バス 「道の駅ソレーネ周南」下車。

## 周辺
- 湯野温泉

## 事件
2018年（平成30年）8月12日、弁護士との接見後に大阪府警富田林警察署（大阪府富田林市）から逃走した男性被疑者（当時30歳）が49日後に当駅で逮捕された。自転車を移動手段として使用し、同年9月29日に万引きをした際警備員に確保された（富田林警察署#不祥事も参照）。